# Neotyphodium
Neotyphodium é um género de fungos endófitos simbiontes com gramíneas. Antes incluía várias espécies com reprodução assexuada colonizadoras das folhas de Pooideae, mas a maioria delas, incluindo a espécie-tipo N. coenophialum, foram reclassificadas no género Epichloë em 2014. Apenas duas espécie de classificação incerta permanecem classificadas em Neotyphodium:
- Neotyphodium chilense do Chile, não está relacionada com as espécies de Epichloë.
- Neotyphodium starrii é uma espécie com estatuto taxonómico incerto (nomen dubium).